# حافلة ذات طابقين

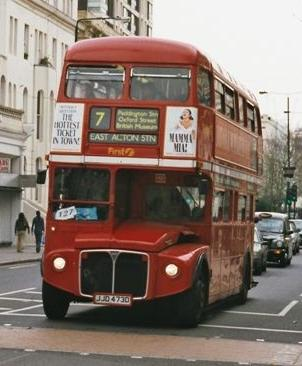
حافلة « الروت ماستر » ذات الطابقين في لندن جزء من تراث المدينة، متّجهة نحو محطة لادبروك غروف.

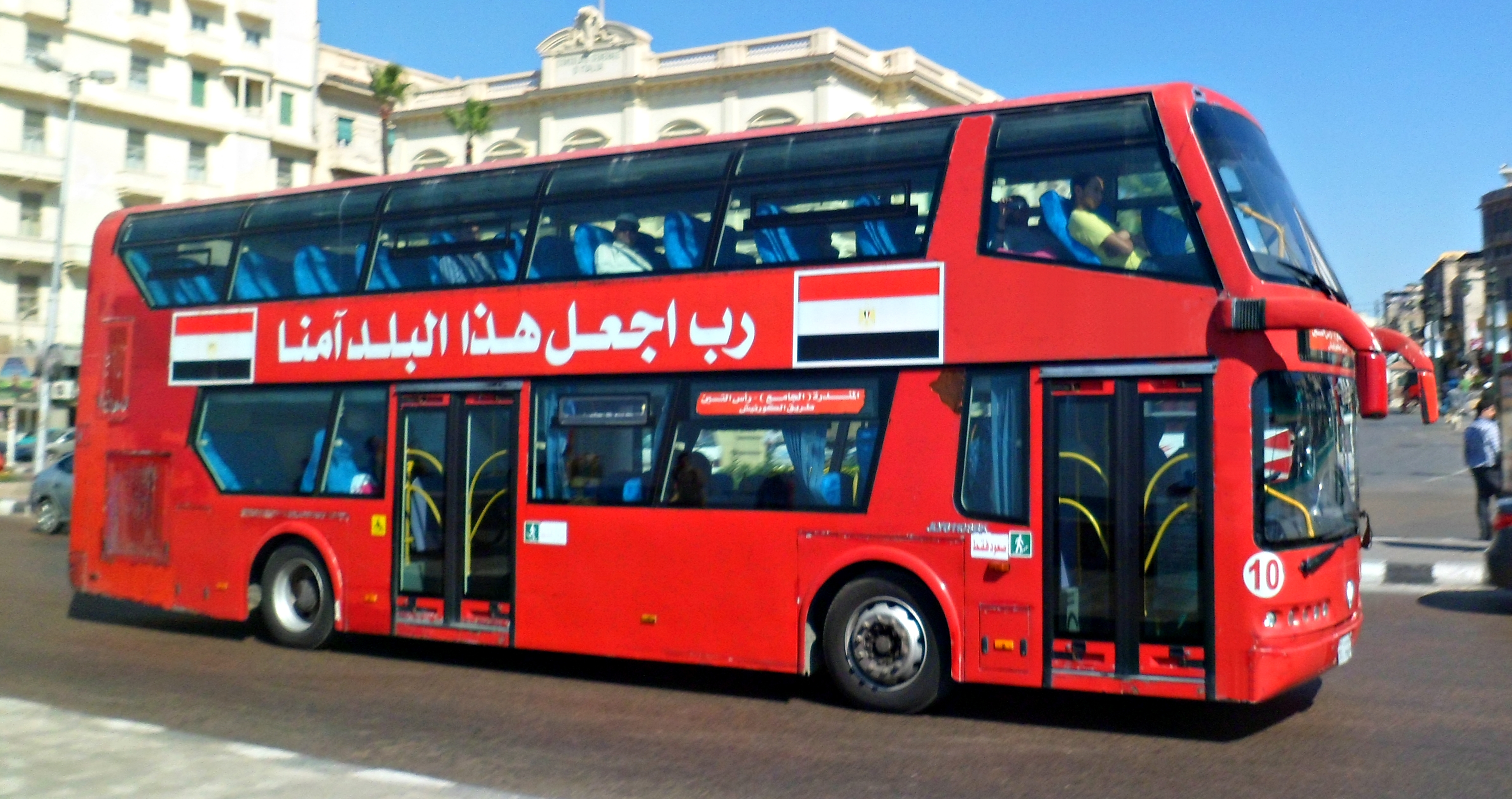
حافلة سياحية ذات طابقين بالإسكندرية.

الحافلة ذات الطابقين هي نوع من الحافلات التي تمتاز بتكوُّنها من طابقين منفصلين. يستعمل هذا النوع من الحافلات في العديد من مدن أوروبا وآسيا، خصوصاً مستعمرات الإمبراطورية البريطانية السابقة كحال هونغ كونغ وسنغافورة وكندا. كثيراً ما تستخدم مثل هذه الحافلات لإجراء الجولات السياحية عوضاً عن كونها وسائل نقلٍ عام. تندر الحافلات ذات الطابقين في البلدان العربية عموماً، إلا أنَّه قد يوجد القليل منها في بعض المدن الكبرى مثل بغداد والإسكندرية